# Wójtówka (województwo dolnośląskie)
Wójtówka (dawniej niem. Voigtsdorf b. Bad Landeck) – wieś w Polsce położona w województwie dolnośląskim, w powiecie kłodzkim, w gminie Lądek-Zdrój.

## Położenie
Wójtówka to niewielka wieś łańcuchowa leżąca w Górach Złotych, na północ od Lądka-Zdroju, w dolinie Borówkowego Potoku, na wysokości około 470–600 m n.p.m.

## Podział administracyjny
W latach 1975–1998 miejscowość należała administracyjnie do województwa wałbrzyskiego.

## Historia
Dokument wydany na początku XIV wieku przez króla Jana Luksemburskiego wzmiankuje Wójtówkę jako część państwa karpieńskiego. W 1641 roku właścicielem wsi stał się Siegmundow Hoffmanow von Lichtenstein, a w roku 1736 jego spadkobiercy sprzedali Wójtówkę miastu Lądek-Zdrój. Około 1840 roku Wójtówka była ośrodkiem gminy baptystów dla całego hrabstwa kłodzkiego. Nabożeństwa odbywały  się tu w prywatnym domu, a w chrzty w stawie. W latach pięćdziesiątych XIX wieku część baptystów wywędrowała do Ameryki, a pozostali przyłączyli się do ewangelików. W drugiej połowie XIX wieku Wójtówka nadal pozostała wsią rolniczą. Ze względu na malowniczość otoczenia stała się celem wycieczek kuracjuszy z Lądka. Największą liczbę ludności Wojtówki odnotowano w 1871 roku (201 osób). Po 1945 roku miejscowość została zasiedlona tylko częściowo. W 1978 roku było tu 16 gospodarstw rolnych, w 1988 roku ich liczba zmalała do 6.

## Zabytki
Jedynym zabytkiem Wójtówki jest kościół filialny św. Antoniego wzniesiony w 1854 roku. We wnętrzu jest dzwon z 1799 roku oraz ołtarz, figury i droga krzyżowa pochodzące z XIX wieku.  

## Szlaki turystyczne
Dolną część Wójtówki przecina Główny Szlak Sudecki im. Mieczysława Orłowicza, w tym fragmencie trasy prowadzący z Lądka-Zdroju przez Jawornik Wielki do Złotego Stoku.
 – przez Wójtówkę przebiega niebieski szlak rowerowy Lądek Zdrój – Wójtówka – Wrzosówka – Lądek Zdrój.